# Кацай Олексій Опанасович
Кацай Олексій Опанасович (нар. 7 червня 1954, Норильськ — 9 травня 2021, Кременчук)  — український поет, прозаїк. Писав українською та російською мовами. Член Національної Спілки письменників України з 1999 року.

## Біографія

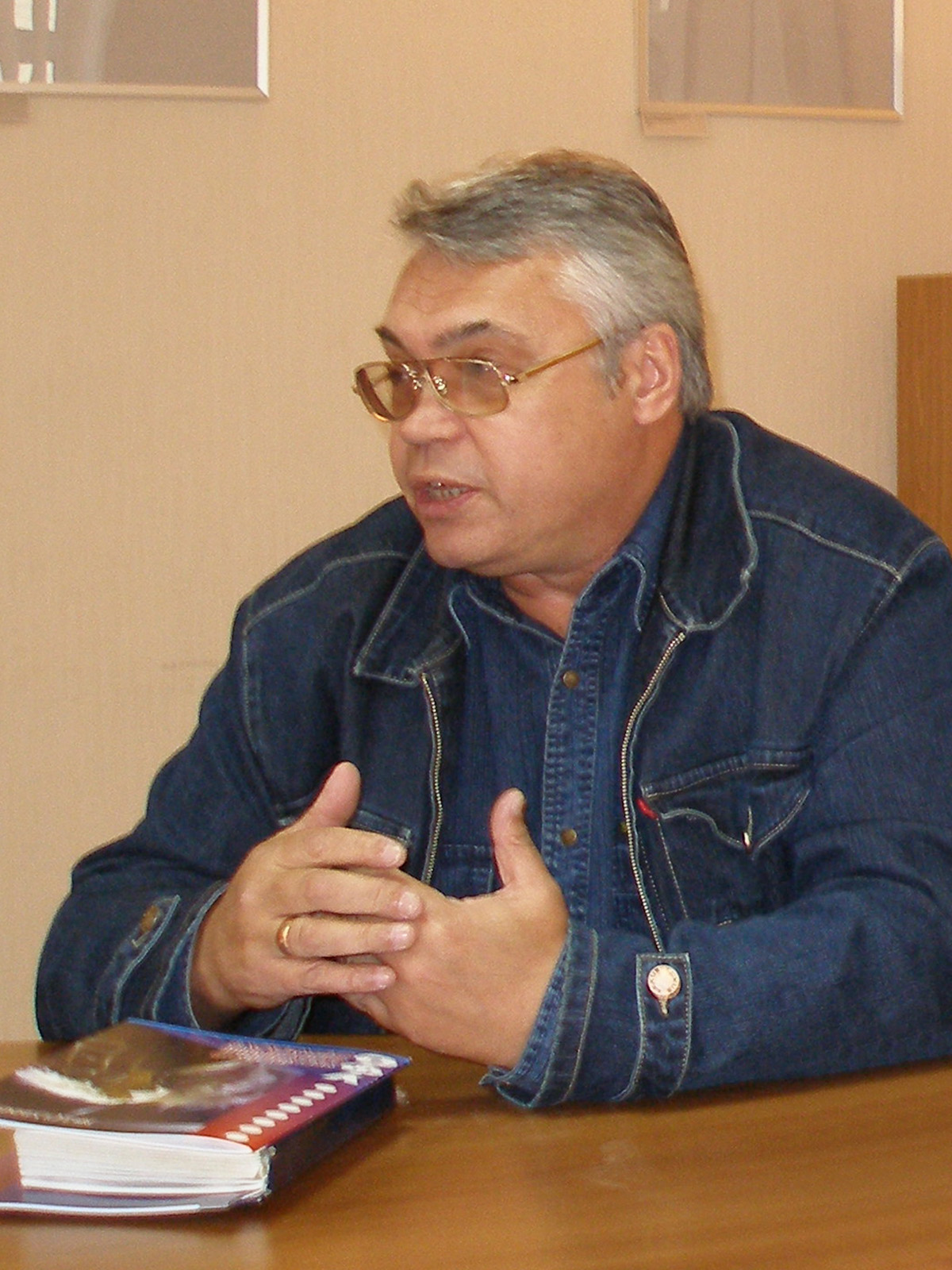
Олексій Spacer Кацай на засіданні Українського клубу (Київ, 7 жовтня 2007 року)

Кацай Олексій Опанасович народився 7 червня 1954 року на Таймирі, в м. Норильськ (Росія). З 1966 року живе в Україні, в м. Кременчук. Закінчив Полтавський інженерно-будівельний інститут (1986).
Працював радіомонтером, електриком, слюсарем КВПіА, інженером-технологом. Після 1991 року почав займатися журналістикою. Був кореспондентом, телекореспондентом, випусковим редактором, головним редактором газети, працював головним спеціалістом з інформаційно-аналітичних питань Автозаводського райвиконкому м. Кременчука. Заснував з однодумцями громадську організацію «Асоціація гуманітарно-інформаційних технологій», беззмінним керівником якої був з 1998 року. Засновник популярного кременчуцького тижневика «AVтограф». Директор програм Асоціації розвитку місцевого самоврядування «Наш дім — Кременчук». Активно займався іншою громадською роботою.
Входив до складу Ради Полтавської обласної організації НСПУ.
Помер в Кременчуці 9 травня 2021 року.

## Нагороди
- Полтавська обласна премія імені Леоніда Бразова (2013) — номінація «Проза», за роман «Пекло».

## Творчий доробок
Перша публікація (поетична добірка в міській газеті «Кременчуцька Зоря») відноситься до 1986 року, того ж року став лауреатом обласного конкурсу «Поетична весна-86». Публікувався в місцевій та республіканській періодичній пресі, журналах «Дніпровська Хвиля» і «Танграм» (Кременчук), «Наука-Фантастика» (Київ), «Мансарда» (Санкт-Петербург). Працює в основному в жанрі фантастики та НФ-поезії.
Автор поетичних книг «Незнакомец Эхо» (Кременчук, 1997), «Дзвони Атлантиди» (Кременчук, 1997), «Сонетографія Планети Загиблих зорельотів» (Кременчук, 1998) «Як Прибулько темряви боявся» (дитяча віршована казка; Київ, 1998), «Via est vita» (рос. мовою; Кобеляки, 2001), «Глубинное опьянение» (Кременчук, 2005). Також «Пригоди в Галактиці Квітів», повістей «Скотомогильник», кіносценарію «Ефект соняшника».
Підготовлені до друку фантастичні романи «Пекло» та «Тарзанаріум Архімеда».
Публіцистика:
- Фантастиці — другорядну роль в літературі? Нізащо!!!: [Лист до редакції] // Наука — Фантастика, 1995, № 3 — с.21
- Як рейдела так рейдела, аби добре мейнела!.. (Спроба альтернативного літературознавства на прикладі хулігансько-філософського роману Братів Капранових «Розмір має значення» — «Зелений пес», К., 2006) // УФО, 2007, № 1 — с.25-32 — [Під іменем Олексій Спейсер Кацай]
- Зрозуміти Ітаку: [Рец. на книгу О. Левченко «Диявол добра»] // УФО, 2009, № 2 — с.80-82
- Не чавіть метеликів історії!..: [Україна в політизованому світі та фантастиці] // УФО, 2009, № 4 — с.50-51

## Твори в інтернеті
- Гоголівська академія: Олексій Спейсер Кацай [Архівовано 13 жовтня 2008 у Wayback Machine.]
- Олексій Кацай: Абетковий покажчик творів [Архівовано 2 липня 2010 у Wayback Machine.]